# Campeonato Paulista de Futebol de 1955 - Segunda Divisão
O Campeonato Paulista de Futebol de 1955 - Segunda Divisão foi a nona edição do torneio realizado pela Federação Paulista de Futebol, realizado em São Paulo, equivaleu ao segundo nível do futebol no estado e foi vencido pela Ferroviária de Araraquara, que também conquistou o acesso para o Campeonato Paulista de Futebol de 1956.

## Forma de disputa
Na primeira fase 24 equipes foram divididas em 4 grupos, denominados setores Verde, Amarelo, Branco e Azul, onde foi disputado por pontos corridos em dois turnos. Os 2 primeiros colocados de cada grupo, totalizando 8 times, classificaram-se para o "Torneio dos Finalistas", também disputado no sistema de pontos corridos em turno e returno, conquistando o título a equipe que somou mais pontos.

## Jogo decisivo

### Penúltima partida da fase final
| 15 de abril de 1956 | Ferroviária                         | 6 – 3 | Botafogo                   | Estádio da Fonte Luminosa |
|                     | Bazani (2), Cardoso (2) e Gomes (2) |       | Fernando, Amorim e Brotero | Árbitro: Paulo Simões     |

Ferroviária: Fia, Isã, Cardarelli, Dirceu, Pixo e Elcias, Paulinho, Cardoso, Gomes, Bazani e Boquita.

Botafogo: Machado; Fonseca e Julião; Wilsinho, Oscar e Chorete; Laerte, Amorim, Brotero, Neco e Fernando

## Classificação da fase final
| 1 | Ferroviária (Araraquara)        | 24 |
| 2 | Botafogo (Ribeirão Preto)       | 18 |
| 3 | Marília (Marília)               | 15 |
| 4 | América (São José do Rio Preto) | 14 |
| 5 | Portuguesa Santista (Santos)    | 12 |
| 6 | Comercial (Ribeirão Preto)      | 12 |
| 7 | Juventus (São Paulo)            | 09 |
| 8 | Araraquara (Araraquara)         | 08 |

## Premiação
| Campeonato Paulista de 1955 - Segunda Divisão |
| --------------------------------------------- |
| Ferroviária Campeão (1º título)               |